# Rubén Luis di Palma
Rubén Luis di Palma (ur. 27 października 1944 roku w Arrecifes, zm. 30 października 2000 roku w Carlos Tejedor) – argentyński kierowca wyścigowy i rajdowy.

## Kariera
Di Palma rozpoczął karierę w międzynarodowych wyścigach samochodowych w 1963 roku od startów w Turismo Carretera Argentina, gdzie jednak nie zdobywał punktów. W późniejszych latach Argentyńczyk pojawiał się także w stawce F1 Mecanica Argentina, Turismo Carretera Argentina Formula A, Sport Prototypes Argentina, 24-godzinnego wyścigu Le Mans, SCCA/USAC F5000 Championship, Argentyńskiej Formuły 2, TC2000 Argentina, Codasur F2 oraz Top Race Argentina.